# Cărbunari, Maramureș

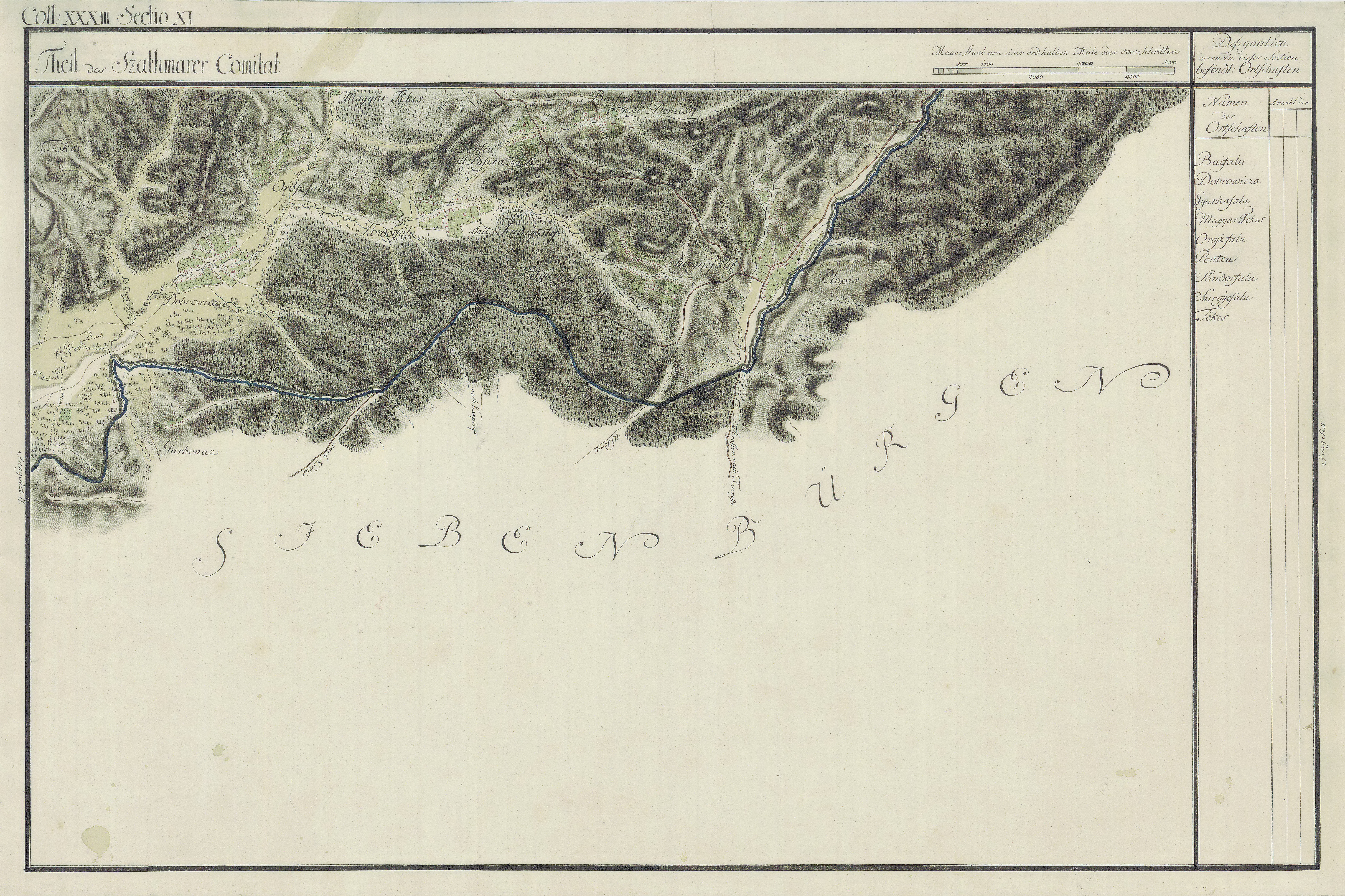
Cărbunari în Harta Iosefină a Comitatului Sătmar, 1782-85

Cărbunari este un sat în comuna Dumbrăvița din județul Maramureș, Transilvania, România.

## Istoric
Prima atestare documentară: 1424 (Karbonal). 

## Etimologie
Etimologia numelui localității: din apelativul cărbunar „fabricant de cărbune de lemn, îl vinde și îl transportă" < s. cărbune (< lat. carbo, -onis „cărbune") + suf. -ar sau lat. carbonarius „cărbunar". 

## Demografie
La recensământul din 2011, populația era de 632 locuitori. 

## Personalități locale
- Alexandu Mociran Criștof

“Un om care trăiește în spiritul valorilor ce sprijină viața nu va încerca să dovedească nimic; nici sfințenia, nici bunătatea, nici puterea sa. De aceea, oamenii de acest calibru trăiesc mai degrabă în izolare, dar atunci când cerem exprimarea iubirii,s-ar putea să-i întâlnim, iar întâlnirea cu ei ne poate schimba viața”.
```
                  Octavian Paler
```

- Vasile Trif (n. 1951), preot, artist plastic (pictor, sculptor).

## Monumente
- În sat, pe strada Drumul Băii, se găsește Biserica "Nașterea Maicii Domnului”, construită în 1888 și declarată monument istoric.
- Monumentul Eroilor Români din Primul Război Mondial. Monumentul a fost dezvelit în centrul satului, în memoria eroilor care au murit în primul Război Mondial. Opera comemorativă a fost realizată din cărămidă și beton, fiind împrejmuită cu un gard metalic.